# Mléčná žláza
Mléčná žláza, nebo také prsní žláza (lat. glandula mammaria nebo mamma) je párová žláza samic všech savců. Je vyvinutá také u samců některých druhů, včetně člověka. Vznikla přeměnou kožních žláz a jejím sekretem je mateřské mléko, které je první přirozenou potravou všech savčích mláďat. Mléčné žlázy produkují mléko většinou těsně před porodem a po porodu.
Žlázy mají dvě části, část sekreční a část vývodnou (struk, bradavka). Počet bradavek je často závislý na počtu mláďat. Ženy mají bradavky 2 a ty jsou umístěny na vrcholu prsu. U něktetých druhů skotu jsou mléčné žlázy v jednom samostatném vemeni s více struky.

## Umístění
Umístění a počet bradavek na tělech savců podle druhu:
| druhy           | Kraniální hruď (thorakální) | Intermedialní břicho (abdominální) | Kaudální slabiny (inguinální) | celkem    |
| --------------- | --------------------------- | ---------------------------------- | ----------------------------- | --------- |
| koza, ovce, kůň | 0                           | 0                                  | 2                             | 2         |
| skot            | 0                           | 0                                  | 4                             | 4         |
| kočka           | 2                           | 2                                  | 2                             | 6         |
| pes             | 4                           | 2                                  | 2 nebo 4                      | 8 nebo 10 |
| myš             | 6                           | 0                                  | 4                             | 10        |
| krysa           | 6                           | 2                                  | 4                             | 12        |
| prase           | 6                           | 6                                  | 4                             | 16        |
| slon, primáti   | 2                           | 0                                  | 0                             | 2         |

U primátů existuje reflex matky děcko/mládě přivinout k sobě: I proto máme prsa na hrudi, a ne v tříslech, jako mnoho jiných druhů savců.

## Onemocnění
Mezi nebezpečná onemocnění mléčných žláz patří například zánět mléčných žláz (mastitis) u kojících žen. Jako prevence se doporučuje dodržovat hygienu prsní bradavky v těhotenství a během kojení. U krav tento zánět postihuje vemeno a mléko je pak nepoživatelné.

## Příklady

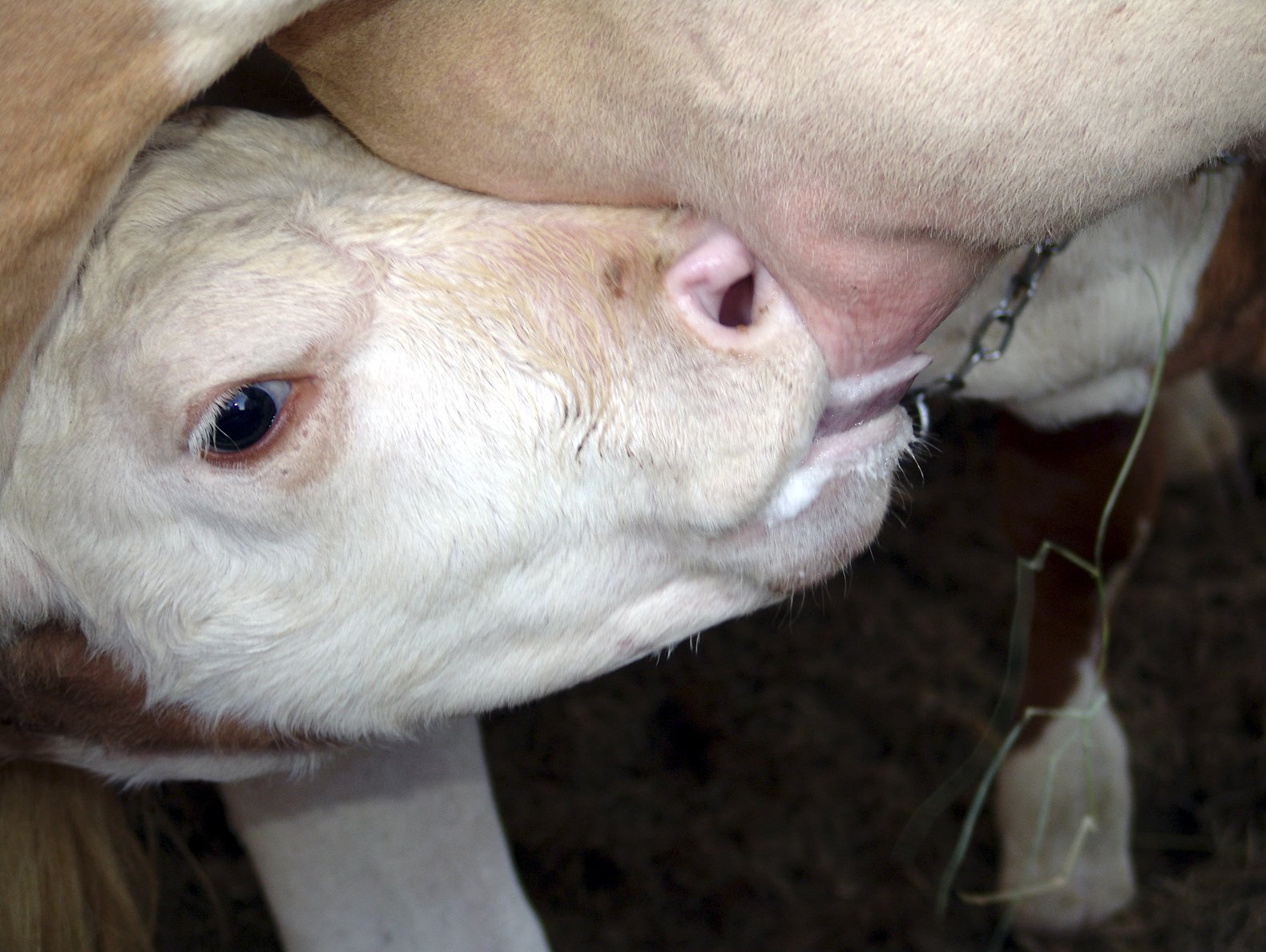
Kráva
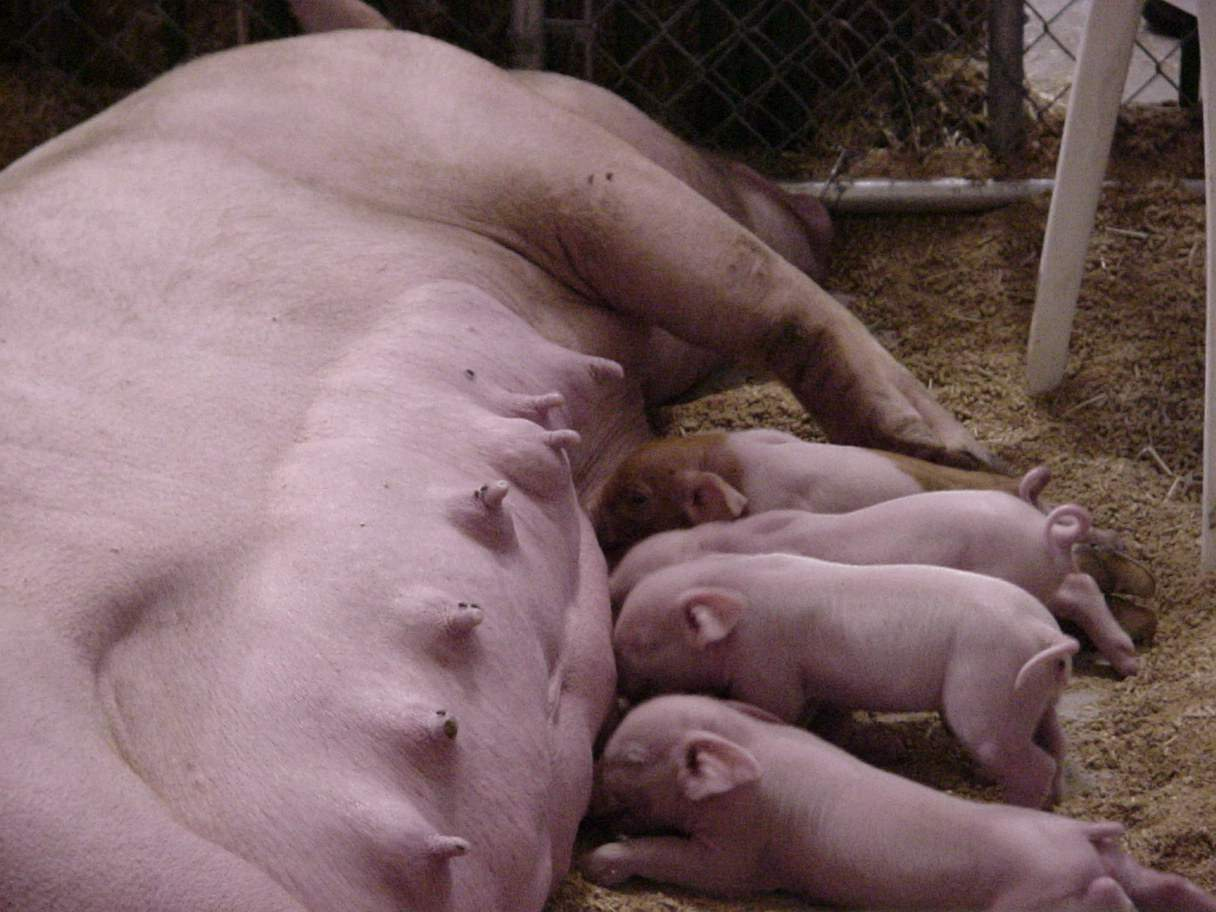
Prase
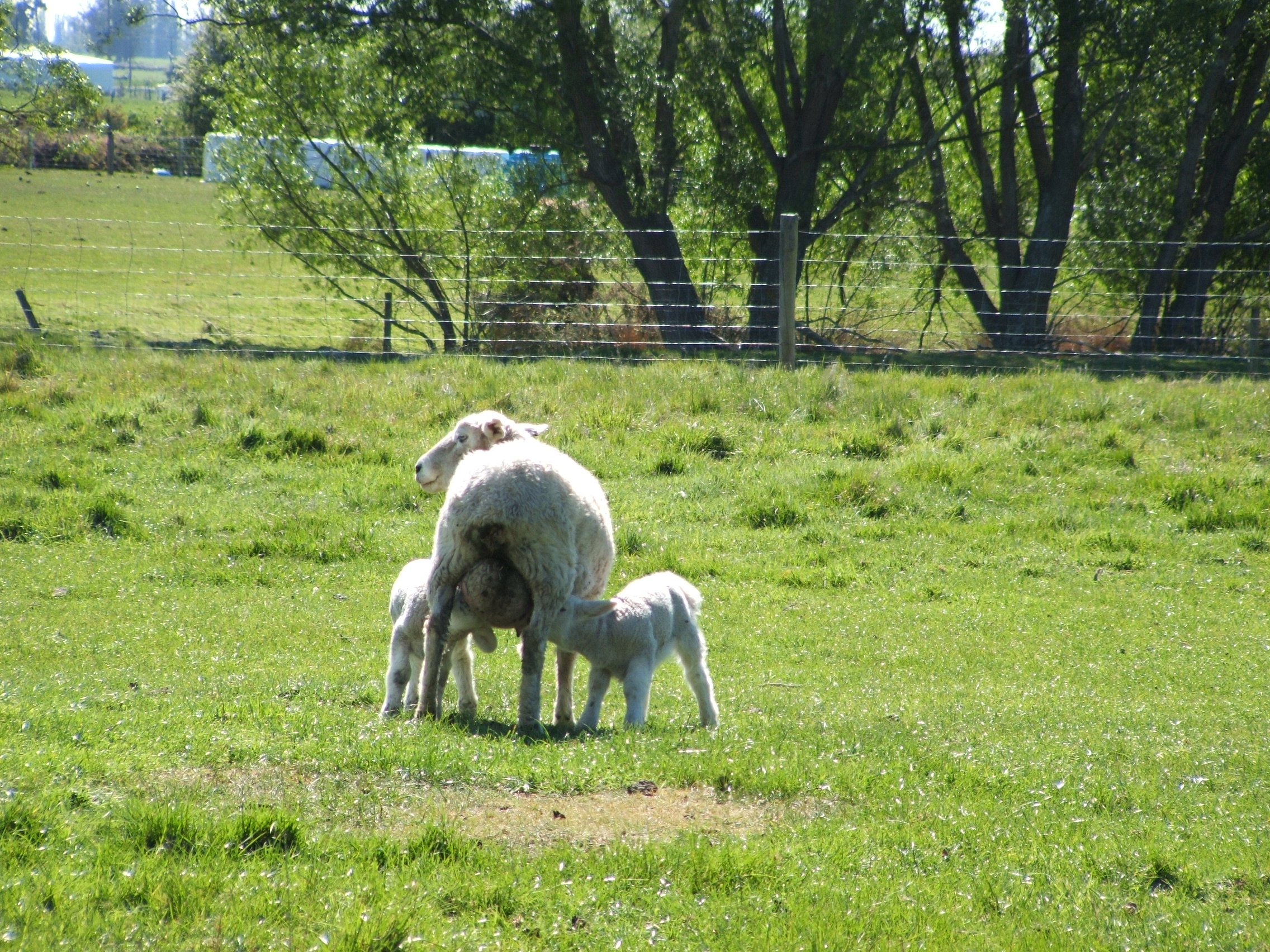
Ovce
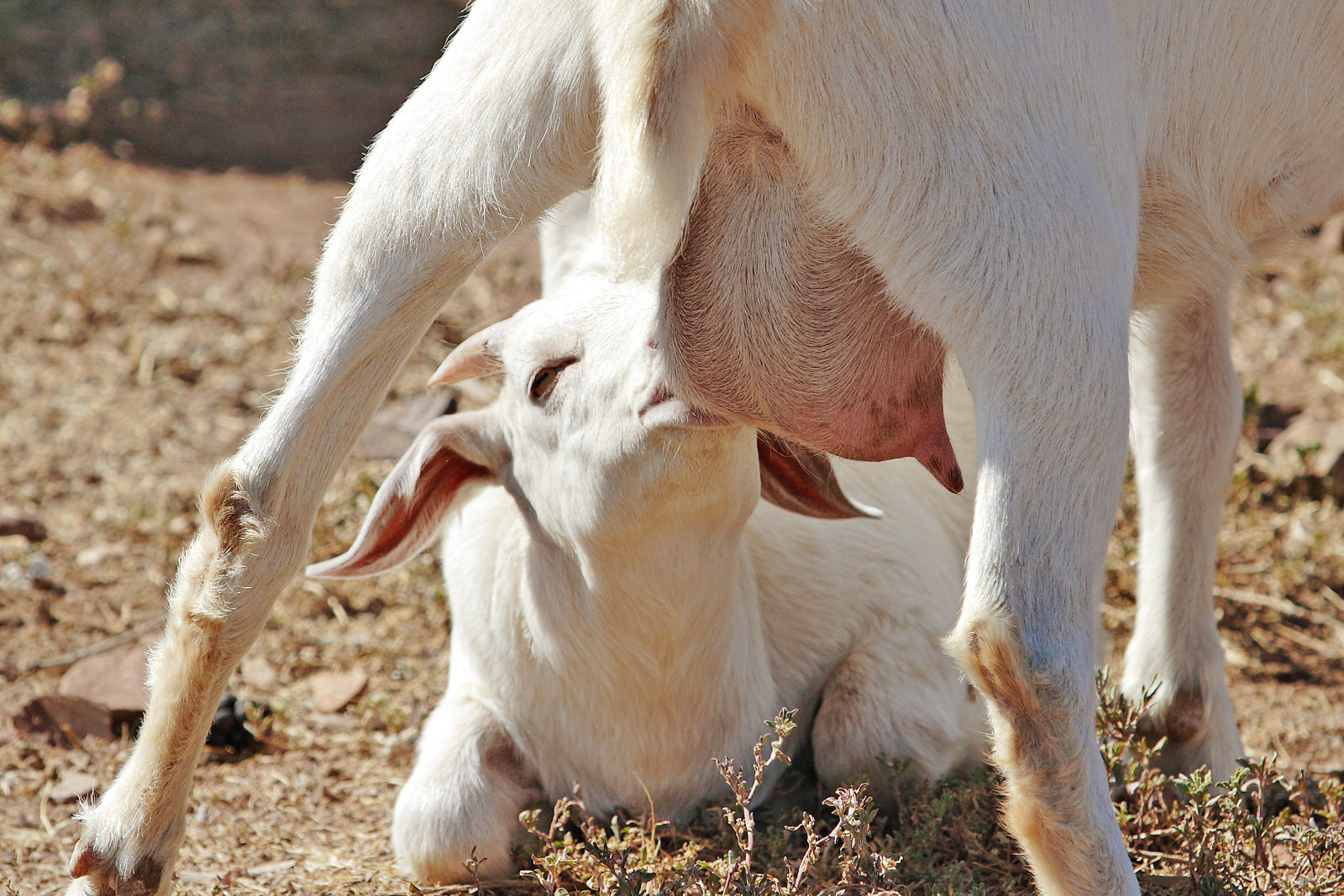
Koza
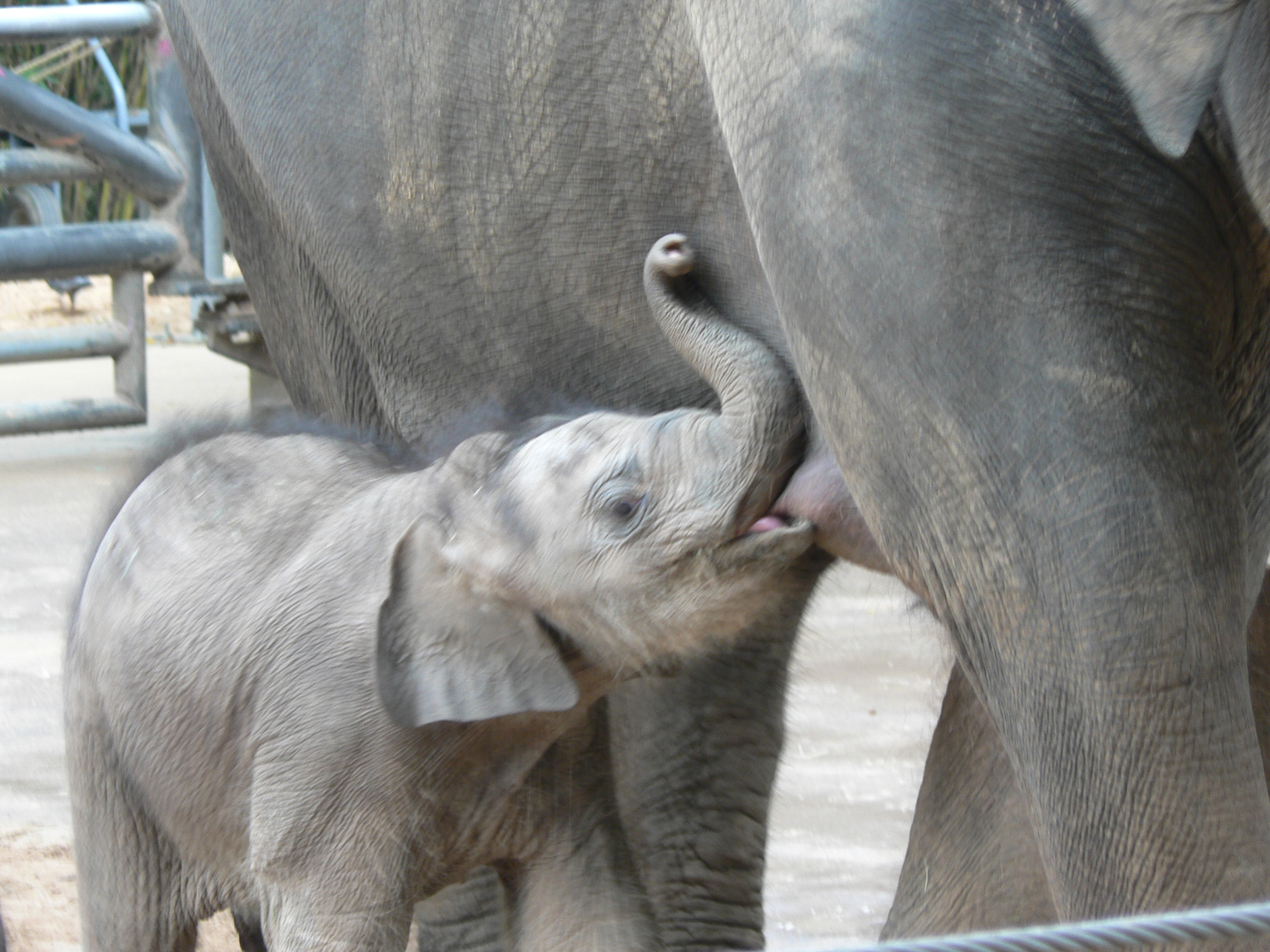
Slon
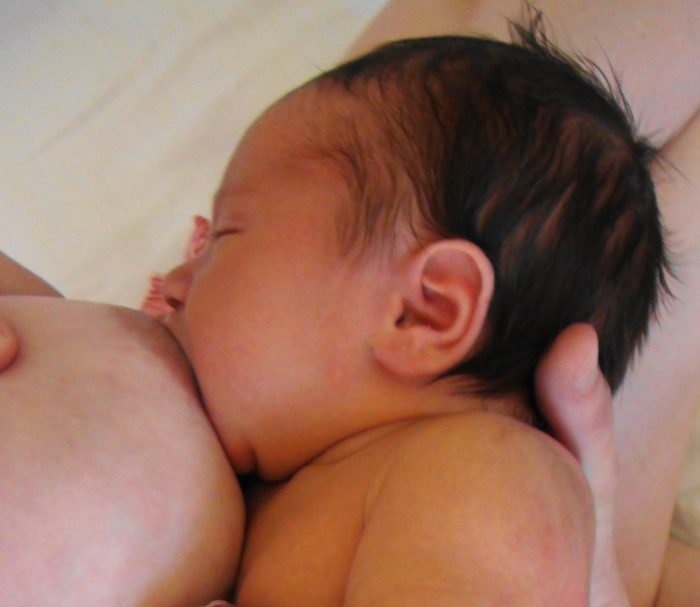
Člověk